# 福利公司
福利公司（英語：Hall, Haltz & Co. Ltd.）是上海第一家百货公司，也是近代上海最大的一家外资百货公司。
英国商人霍尔（Edward Hall）创办于上海开埠初期的1848年，1854年霍尔茨入股。福利公司与另外三家历史悠久的英资百货公司——泰兴公司（Lane, Crawford & Co. Ltd.，在香港的中文名称是连卡佛），惠罗公司（Whiteaway, Laidlaw & Co. Ltd.）和彙司公司（Weeks & Co. Ltd.）合称南京路「前四大公司」。
1930年代，福利公司在上海已经拥有两家门市：老店位于南京路与四川路西北转角处，即今南京东路114号民族乐器一厂营业部；新店位于静安寺路，即今南京西路190号工艺美术商厦。1954年福利公司在上海結业。